# No Matter What (canción de Papa Roach)
«No Matter What» es el tercer sencillo del álbum Time For Annihilation, lanzado por la banda de rock alternativo Papa Roach, en junio de 2011.

## Video musical
El video fue dirigido por Jesse Davey. Fue estrenado el 2 de junio de 2011, y en él, muestra que los miembros del grupo actúan como ladrones armados e inician un tiroteo con la policía en el desierto. Roban un coche de policía y se van, pero al final del video debido a heridas de bala en el pecho.
Otro video fue filmado para la versión acústica de "No Matter What", que muestra a la banda con tuxedo y tocando en una fiesta, cuando dos chicos empiezan a bailar, se refleja como se transforman en jóvenes, luego en adultos para finalmente, convertirse en personas de edad avanzada.

## Lista de canciones
Sencillo 

| N.º | Título                              | Duración |  |
| 1.  | «No Matter What» (Álbum Versión)    | 3:33     |  |
| 2.  | «No Matter What» (Versión acústica) | 4:06     |  |

## Posicionamiento en listas
| Lista (2011)                            | Mejor posición |
| --------------------------------------- | -------------- |
| Estados Unidos (Mainstream Rock Tracks) | 9              |
| Estados Unidos (Rock Songs)             | 29             |